# Eisenbahnunfall im 2. Yamagami-Tunnel

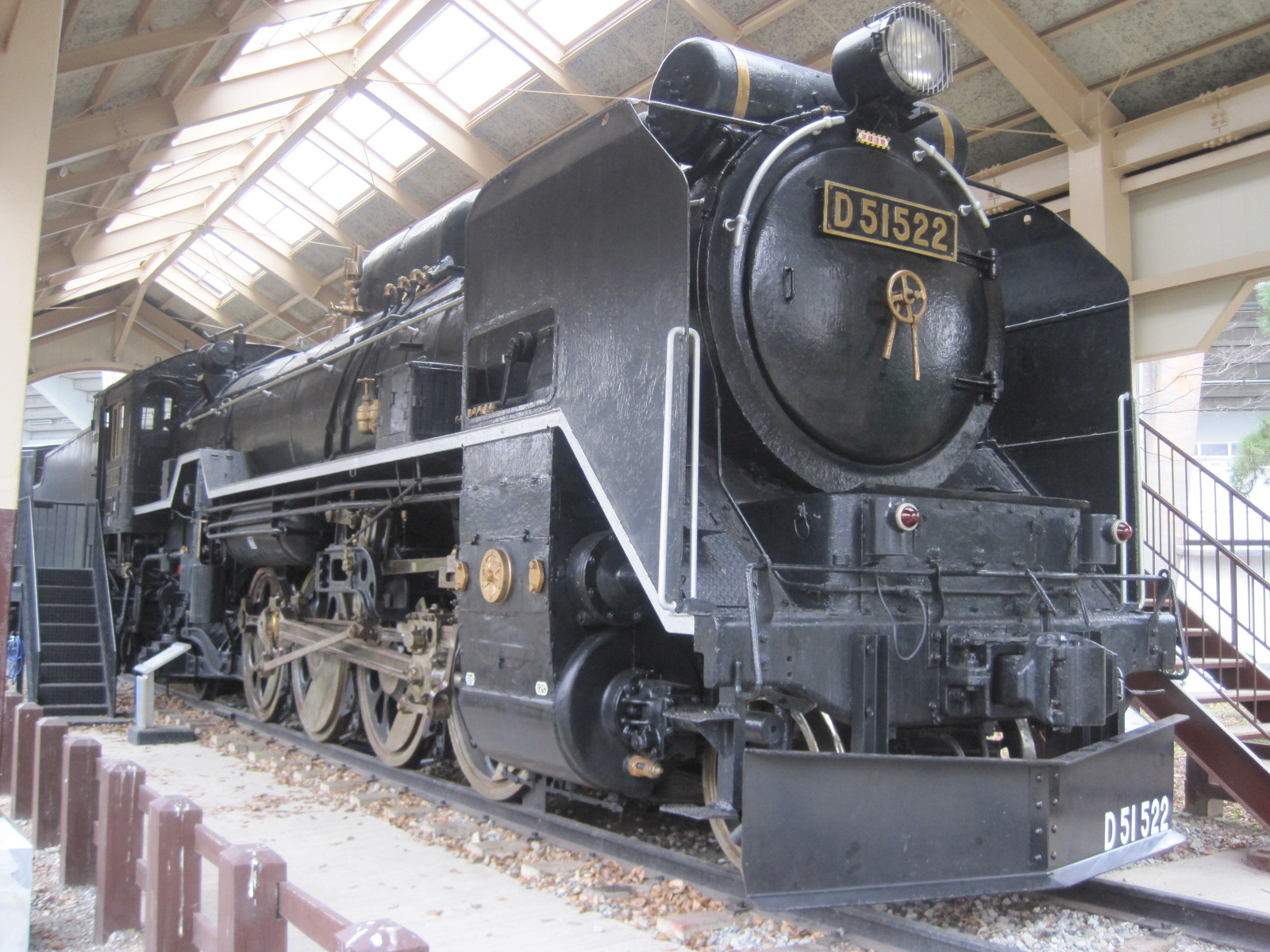
Dampflok Baureihe D51

Eisenbahnunfall im 2. Yamagami-Tunnel (jap. 肥薩線列車退行事故, Hisatsu-sen ressha genko jiko, dt. „Eisenbahnunfall auf der Hisatsu-Linie durch zurückrollenden Zug“) ereignete sich unmittelbar nach Kriegsende am 22. August 1945 im zweiten Yamagami-Tunnel (山神第二トンネル, Yamagami dai-ni tonneru) auf der Hisatsu-Strecke in Japan. Bei dem Unfall starben 53 Menschen.

## Ausgangslage
Am 22. August 1945 fuhr ein Zug auf der Hisatsu-Strecke mit demobilisierten Soldaten Richtung Norden. Der Zug wurde von einer Dampflokomotive der Baureihe D51 gezogen und bestand aus fünf Personenwagen und acht offenen Güterwaggons, die als Behelfspersonenwagen eingesetzt wurden, gebildet; eine zweite D51 befand sich als Schiebelokomotive am Zugschluss.
In einem Steigungsabschnitt der Strecke zwischen den Bahnhöfen Yoshimatsu (吉松駅, heute: Stadt Yūsui) und Masaki, Richtung Hitoyoshi befindet sich der eingleisige zweite Yamagami-Tunnel.

## Unfallhergang
Als der Zug um 10:30 Uhr in den 650 m langen Tunnel einfuhr, schaffte er die Steigung nicht und blieb stehen, weil der Zug zu schwer war und die Kohle – kriegsbedingt – einen zu geringen Heizwert hatte. Um Rauch und Hitze und einer drohenden Kohlenstoffmonoxidvergiftung zu entgehen, stiegen nach einiger Zeit viele der Reisenden aus und versuchten, den Tunnelausgang zu Fuß zu erreichen. Nach einiger Zeit entschloss sich das von der Situation und dem eintretenden Sauerstoffmangel ebenfalls überforderte Zugpersonal, den Zug rückwärts im Gefälle aus dem Tunnel rollen zu lassen. Die wenigen Sicherheitsnischen in der Seitenwand des Tunnels reichten für die Menschenmenge nicht aus. Zahlreiche Menschen wurden von dem zurücksetzenden Zug überfahren.

## Folgen
Vermutlich starben 53 Menschen (die Angaben schwanken zwischen 49  und 57).
Am Tunneleingang wurde 1961 auf Betreiben eines örtlichen Frauenvereins ein Denkmal zur Erinnerung aufgestellt. Jährlich wird am Jahrestag des Unfalls eine Gedenkfeier abgehalten.